# 井手迫弘美
井手迫弘美（いでさこ ひろみ、1980年9月22日 - ）は、福岡で活躍するローカルタレント、モデル。エーエスオー（ASO）所属。鹿児島県出身。鹿児島県立川内高等学校卒業。西南学院大学卒業。

## 出演番組
- スポーツスタジアム（TVQ九州放送）
- TVQスーパースタジアム（TVQ九州放送）
- 朝ドキッ!九州（福岡放送）
- FBS金曜トレビアン（福岡放送）
- 今日感テレビ[1]（RKB毎日放送）
- ウィークリーふくおか[2]（ジェイコム福岡）